# Средний палец Галилео Галилея

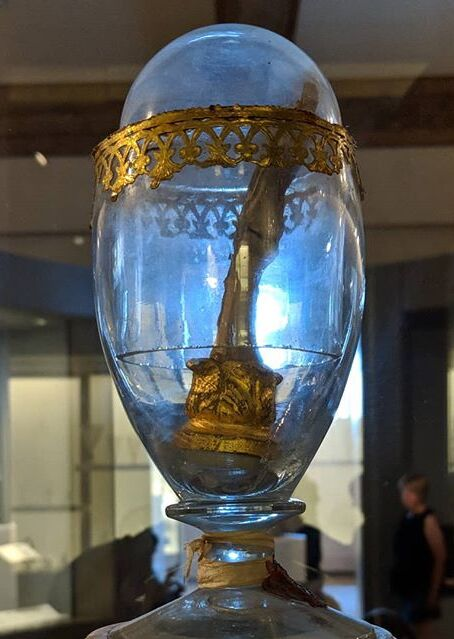
Средний палец Галилея в стеклянном яйце.

Средний палец правой руки итальянского астронома Галилео Галилея — экспонат в коллекции Музея Галилея во Флоренции, Италия. Палец был удален из тела ученого после его смерти и заключен в позолоченное стеклянное яйцо.
В 1737 году, через 95 лет после его смерти, останки Галилея были перенесены в мавзолей базилики Санта-Кроче во Флоренции. Антиквар Антонио Франческо Гори, анатом Антонио Кокки и итальянский маркиз Винченцио Каппониотделили удалили из тела палец правой руки Галилея, а также один из его позвонков, указательный палец, большой палец и зуб. Средний палец перешёл к Анджело-Марии Бандини, который выставил его в Библиотеке Лауренциана. В 1841 году палец был перенесен на трибуну Галилея в Ла-Спекола. Затем в 1927 году он был передан Музею истории науки (Музей Галилея).

## Предыстория
Итальянский астроном Галилео Галилей умер в 1642 году и в своём завещании оговорил, что его останки должны быть похоронены в базилике Санта-Кроче, рядом с останками его отца, Винченцо Галилея. Власти католической церкви не хотели, чтобы его похоронили на освящённой земле, учитывая его взгляды на гелиоцентризм Коперника, которые в то время считались еретическими. Кардинал Франческо Барберини, обращаясь к этому вопросу, написал, что люди могут устроить скандал из-за погребения астронома в мавзолее. Вместо этого его останки были помещены в небольшой ограде возле часовни Святых Козимо и Дамиано. В 1688 году ученик Галилея Винченцо Вивиани оговорил в своем завещании, что его состояние должно быть использовано для строительства мавзолея Галилея. Мавзолей был построен спустя много времени после смерти Вивиани, строительство было отложено сначала из-за потенциального неодобрения Католической церкви, а затем из-за «медлительности» племянника и преемника Вивиани, аббата Якопо Панзанини.

## Отделение от тела
12 марта 1737 года, останки Галилея были перенесены из неосвящённого «ящика» под колокольней Санта-Кроче в мемориальную гробницу внутри церкви, рядом с пальцами и костями Микеланджело. В ходе церемонии, напоминающей перенесение святых мощей, останки Галилея были перенесены из его еретической могилы в мавзолей базилики Санта-Кроче.
Ботаник Джованни Тарджиони Тоццетти присутствовал на церемонии и принёс с собой нож. Анатом Антонио Кокки, итальянский маркиз Винченцио Каппони и антиквар Антонио Франческо Гори использовали нож, чтобы отделить средний палец из трупа Галилея, вместе с его большим, указательным пальцами, одним из его зубов и пятым поясничным позвонком. Зуб, указательный и большой пальцы были помещены в сосуд из выдутого вручную стекла и оставались у семьи Каппони до начала 20 века. Позже Тоццетти писал, что Каппони объяснил, что взял два пальца в качестве реликвии, «потому что Галилей написал ими так много прекрасных вещей». Доменико Тиене подарил позвонок Падуанскому университету в 1823 году.

## История показа
Средний палец позже был приобретён Анджело-Марии Бандини из Библиотеки Лауренциана, где он выставлялся. В 1841 году палец был перенесён на трибуну Галилея в Музее физики и природы (ныне Ла-Спекола) вместе с инструментами Медичи-Лотарингии, принадлежавшими Галилею. В 1927 году он был перенесён в Институт и музей истории науки (итал. Museo di Storia della Scienza). Первоначально в инвентаре музея этот палец был указан как указательный палец его левой руки, хотя профессор Флорентийского университета Франческо Леончини добавил сноску, указывающую, что это был средний палец правой руки Галилея.

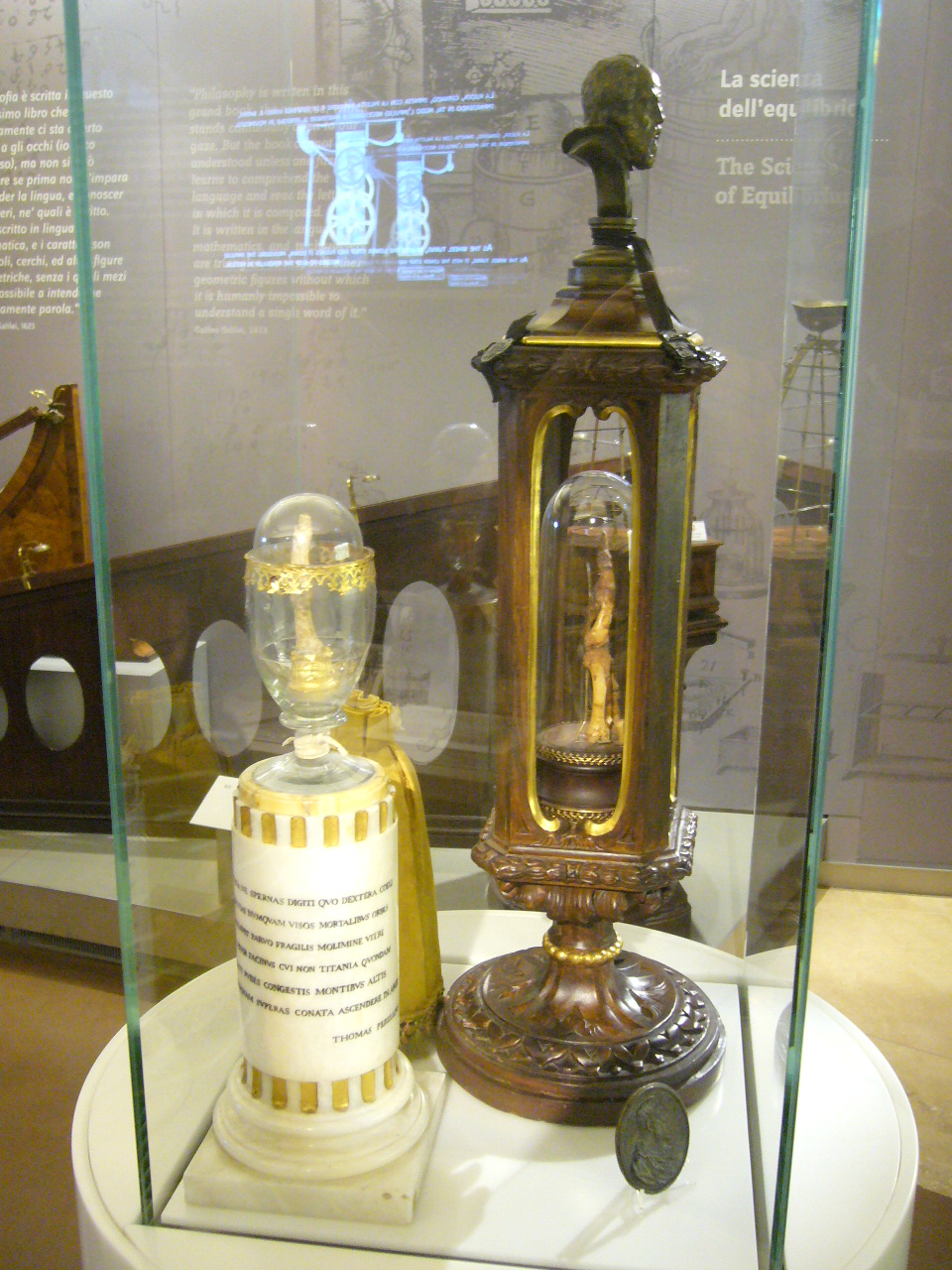
Витрина в Музее Галилея, на которой демонстрируются средний и указательный пальцы астронома.

В конечном итоге он был включен в коллекцию Музея Галилея. Палец заключен в стеклянный дисплей яйцевидной формы над цилиндрическим мраморным основанием. На основании находится памятная надпись астронома Томмазо Перелли. По данным музея, средний палец Галилея «олицетворяет прославление Галилея как героя и мученика науки». Палец выставлен рядом с объективом телескопа Галилея.Латинская надпись Томмазо Перелли:

 Не отвергайте остатки пальца, которым правая рука измеряла пути неба, указывая на сферы, никогда прежде не виденные смертными; с помощью небольшой кучки хрупкого стекла впервые решился на поступок, на который Титания в полной силе, на высоких горах, когда-то была неспособна, тщетно попытавшись подняться на самые высокие небеса.Оригинальный текст (англ.)Leipsana ne spernas digiti quo dextera coeli
 Mensa vias nunquam visos mortalibus orbes
 Monstravit, parvo fragilis molimine vitri
 Ausa prior facinus cui non Titania quondam
 Suffecit pubes congestis montibus altis
 Nequidquam superas conata ascendere in arces.

 (перевод на английский) Spurn not the remains of the finger by which the right hand measured out paths of the sky, pointed to orbs never before seen by mortals; with the aid of a small pile of fragile glass first dared the deed to which Titania, in full vigor, on mountains heaped high, was once inadequate, having tried in vain to ascend into the loftiest heavens.

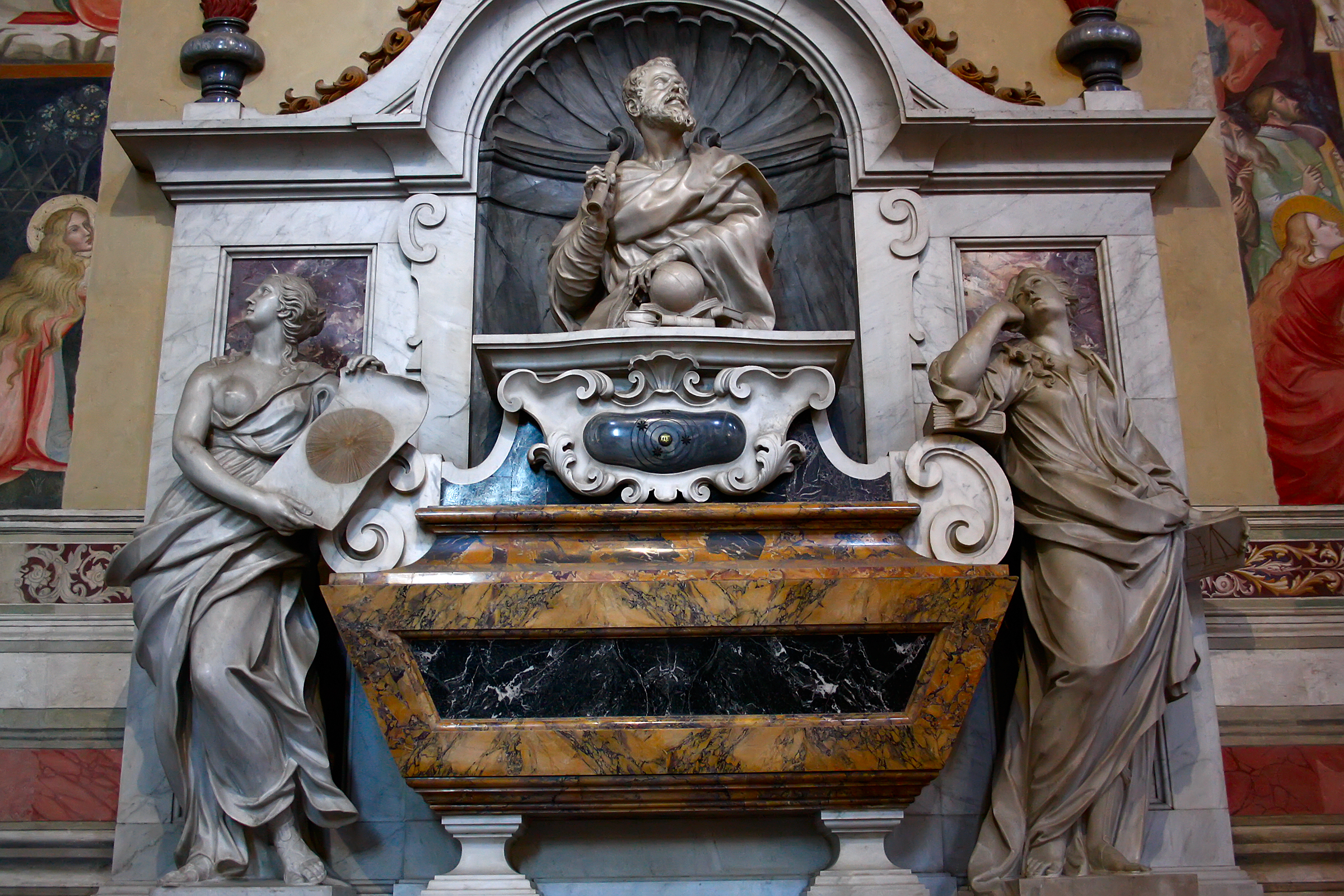
Могила Галилея в базилике Санта-Кроче, содержащая остальные его останки.

В 1986 году американский журналист Нино Ло Белло писал о своих попытках отследить палец Галилея в 1960-х годах. Он писал, что сотрудник Национальной библиотеки сообщил ему, что он находился там в течение многих лет, прежде чем был передан Музею истории науки.
Средний палец Галилея — редкий пример светских мощей, поскольку сохранение частей тела является практикой, обычно предназначенной для святых в католической церкви. Бонни Гордон отметила «иронию религиозного стиля сохранения останков еретика». Британский искусствовед Джулиан Сполдинг заметил, что Музей науки гордится этим пальцем, добавив: «Я не особенно рекомендую его смотреть, потому что какой смысл смотреть на палец Галилея?»
В Италии средний палец Галилея считается собственностью государства.

## Другие части тела
Указательный палец Галилея, большой палец его правой руки и зуб были запечатаны в стеклянной банке, которая исчезла где-то после 1905 года и оставалась потерянной для публики до 2009 года. Руфус Сутер писал в 1951 году, что два других пальца, как говорят, сохранились в реликварий Луиджи Росселли дель Турко во Флоренции. Они появились на аукционе в 2009 году и были переданы музею. Музей провёл тест ДНК, чтобы подтвердить подлинность останков. Один из позвонков Галилея хранится в Падуанском университете.

### Комментарии
1. ↑  Церковь не признавала своей ошибки в осуждении Галилея до 1992 года.[2]
2. ↑  Под сферами имеются в виду четыре самые яркие спутника Юпитера.[4]
3. ↑  Под хрупким стеклом подразумевается объектив телескопа Галилея[англ.].[4]
4. ↑  Другая версия находится в «Le opere di Galileo Galilei, prima edizione completa, condotta sugli autentici manoscritti Palatini e dedicata a S.A.I. e R. Leopoldo II» причем последние две строки гласят, «Юношам достаточно было трижды попытаться подняться на звездные цитадели, громоздящиеся в горах». (в оригинале: Suffecit ter nequidquam conata juventus, Scandere sidereas congestis montibus arces)[4]